# Centeterichneumon denticoxatus
Centeterichneumon denticoxatus là một loài tò vò trong họ Ichneumonidae.